# 厚生省研究所
厚生省研究所（こうせいしょうけんきゅうじょ）は、第2次世界大戦期に人口および国民の保健に関わる調査研究や技術者養成を担った日本の国立研究教育機関。それ以前にあった複数の機関を統合したものだが、戦後ほとんどが元通りに分離した。統合は2段階で行われ、1940年に厚生科学研究所（こうせいかがくけんきゅうじょ）、次いで1942年に厚生省研究所となったが、1946年に解散した。

## 前身機関
人員については廃止統合時点での官制上の官吏定員を示し、嘱託、雇員、雇人を含まない。
- 栄養研究所 - 1920年（大正9年）9月17日設立
栄養学についての研究機関。所長佐伯矩、ほか技師7名、計24名。食品の分析や日本人の栄養生理の研究のみならず、食品貯蔵法や救荒食物の開発を行うほか、講習会を開催しラジオで日々献立表を公開していた。栄養療法を実践する療院が附属していた。
- 体育研究所 - 1924年（大正13年）10月25日設立
文部省所轄の体育についての研究教育機関。技師7名、計17名[注 1]。このうち技師3名ほか計9名が厚生科学研究所へ移り、それ以外の学校体育に関する教育機能は東京高等体育学校へと分離された。
- 公衆衛生院 - 1938年（昭和13年）3月29日設立
公衆衛生学に関する大学院相当の研究教育機関。院長林春雄、ほか教授7名、計47名。医師、薬剤師、獣医師にたいし公衆衛生教育を行っていた。
- 人口問題研究所 - 1939年（昭和14年）8月24日設立
人口問題、当時では人口の増加と質の向上に関する研究機関。研究官12名、計29名[注 2]。
- 産業安全研究所 - 1942年（昭和17年）1月30日設立
事業上での災害予防に関する研究および技術者養成機関。所長武田晴爾、ほか技師4名、計14名。独立の官制を持たない厚生省内部の研究所だった。

## 厚生科学研究所
日中戦争の泥沼化と日米緊張により、総力戦を念頭に置いた基本国策要綱が決定され、国民の体力向上を図る一環として研究機関の拡充を行うことになった。既存機関の合併という措置を執ったのは、経済化と総合研究の促進という2つの要因があった。形式上はいわば新設合併であるが、実際には公衆衛生院を母体として栄養研究所と体育研究所を合流させており、所在地や所長は公衆衛生院のものを引き継いでいる。

### 研究組織
- 環境衛生部
- 国民栄養部（栄養研究所）
- 国民優生部（新設）
- 国民体力部（体育研究所）
- 小児衛生部
- 産業衛生部
- 疫学統計部
- 衛生獣医学部

### 教育課程
公衆衛生院が行っていた公衆衛生技術者養成を拡充し、新たに栄養指導員を養成する栄養学科と、保健婦を養成する看護学科が設立された。
| 学科     | 期間 | 定員                   | 備考 |
| -------- | ---- | ---------------------- | ---- |
| 医学科   | 1年  | 50名                   |      |
| 薬学科   | 1年  | 20名                   |      |
| 獣医学科 | 6月  | 25名                   |      |
| 栄養学科 | 1年  | 普通科100名 高等科30名 | 新設 |
| 看護学科 | 6月  | 50名                   | 新設 |

## 厚生省研究所
1942年に全省庁的に行われた行政簡素化の一環として、人員の削減と厚生省による統制強化を目的に統合が行われた。従前の厚生科学研究所、人口問題研究所、産業安全研究所は官吏定員計95名であったが、厚生省研究所の官吏定員は73名に削減された。所長は厚生事務次官武井群嗣が兼任、厚生科学部長は国民体力部長（本務は厚生省人口局）だった古屋芳雄と、厚生科学研究所において主導的位置にあった旧公衆衛生院が冷遇されている。

### 組織
- 人口民族部（人口問題研究所）
- 厚生科学部（旧・公衆衛生院、体育研究所）
- 国民栄養部（旧・栄養研究所）
- 養成訓練部（旧・公衆衛生院）
- 産業安全部（産業安全研究所）

## 沿革
- 1940年（昭和15年）12月4日 - 栄養研究所と公衆衛生院とを合併・拡充して厚生科学研究所を設置（勅令第840号）
- 1941年（昭和16年）4月1日 - 厚生科学研究所に体育研究所（文部省所轄）の一部を合併し国民体育部とする（勅令第278号）
- 1942年（昭和17年）11月1日 - 厚生科学研究所、人口問題研究所、厚生省産業安全研究所を合併して厚生省研究所を設置（勅令第762号）
- 1946年（昭和21年）5月1日 - 厚生省研究所を廃止し、公衆衛生院、人口問題研究所、厚生省産業安全研究所を再置する（勅令第248、249、250号）

## 後継機関
- 公衆衛生院
厚生科学研究所に相当する機関として再置され、のちに栄養研究所を分離する。2002年に国立保健医療科学院となる。
- 国立栄養研究所
1947年に公衆衛生院から独立し、1989年に国立健康・栄養研究所に改称。独立行政法人化されたのち、2015年に国立研究開発法人医薬基盤・健康・栄養研究所の傘下研究施設となる。
- 人口問題研究所
1996年に特殊法人だった社会保障研究所と統合され、国立社会保障・人口問題研究所となる。
- 産業安全研究所
1947年に労働省設置にともなって移管され、独立行政法人化されたのち、産業医学総合研究所と統合されて労働安全衛生総合研究所となった。2016年に労働者健康安全機構の傘下研究施設となる。